# آب‌انبار چهارباغ
آب‌انبار چهار باغ مربوط به دوره قاجار است و در کاشان، خیابان اباذر واقع شده و این اثر در تاریخ ۱۰ مهر ۱۳۸۰ با شمارهٔ ثبت ۴۱۸۸ به‌عنوان یکی از آثار ملی ایران به ثبت رسیده است.